# Salote Mafile'o Pilolevu Tuita
Salote (Carlotta) Mafile'o Pilolevu Tuku'aho, coniugata Tuita (Nukuʻalofa, 14 novembre 1951), è la principessa reale delle Tonga.

## Biografia

### Gioventù

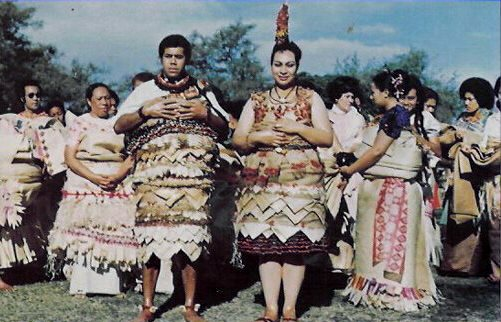
Siosa'ia Ma'ulupekotofa Tuita e Salote nel giorno del loro matrimonio, 1976

La principessa Salote Mafile'o Pilolevu è nata nel 1951 al palazzo reale di Nukuʻalofa, secondogenita di Siaosi Tāufaʻāhau Tupoulahi e di Halaevalu Mata'Aho 'Ahome'e. Studiò presso l'Anglican Diocesan School for Girls a Auckland. Il 20 luglio 1976 sposò il nobile Siosa'ia Ma'ulupekotofa Tuita nella Cappella Reale.

### Attività
Nel 1987 patrocinò la fondazione dell'ʻAtenesi Foundation for the Performing Arts (AFPA), che tiene lezioni di musica, organizza spettacoli teatrali ed esibizioni corali. Nel 1989 divenne una patrona dell'Associazione di Storia Tongana, che continua a proteggere dalla trasformazione in Associazione di Ricerca Tongana avvenuta nel 2005. Dal 1997 patrocina il Comitato dei Coltivatori di Haʻapai.
Dal 1997 al 2000 presiedette l'Associazione Sportiva e Comitato Olimpico Nazionale delle Tonga. Nel 2003 iniziò a presiedere il CdA dello 'Unuaki 'o Tonga Royal Institute (UTRI). Il 3 ottobre 2008 a Neiafu fu nominata Patrona Reale delle Balene di Tonga. Ad agosto del 2010 guidò una delegazione in Cina e visitò il padiglione tongano all'Expo di Shanghai.
Il 24 maggio del 2013 aprì il centro comunitario della Tonga Leitis' Association (TLA) per i diritti LGBT. Come protettrice della Tupou High School, avviò i festeggiamenti per il 50⁰ anniversario della scuola guidando una marcia il 20 giugno. Nel 2014 venne invitata a celebrare il sessantesimo anniversario dell'Associazione Popolare Cinese per l'Amicizia con i Paesi Stranieri e incontrò il presidente Xi Jinping.

### Principessa reggente

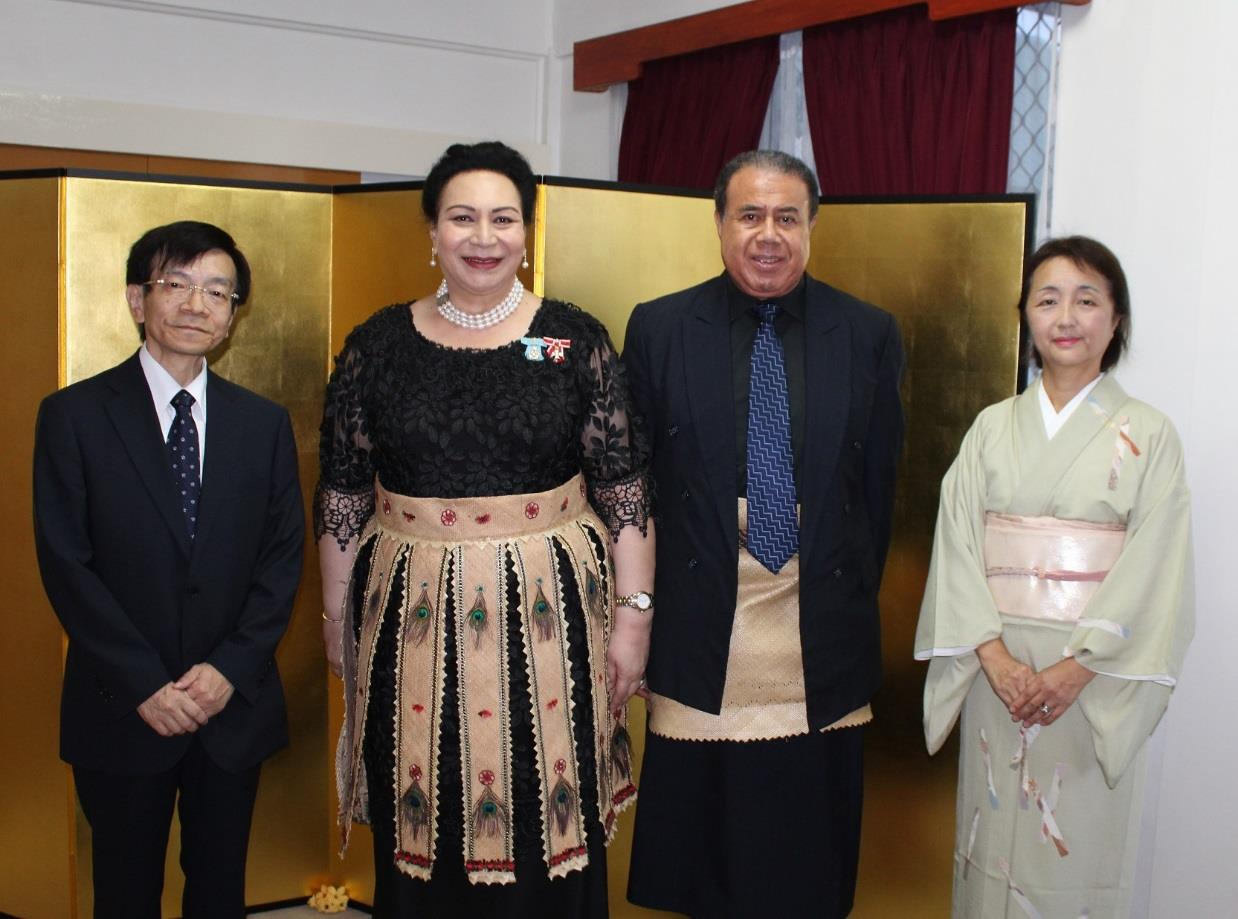
L'ambasciatore giapponese Tetsuya Ishii con la principessa Salote, 2017

La principessa Salote svolse diversi incarichi da reggente, come quando aprì l'Assemblea legislativa del 2008 il 29 maggio, in assenza del fratello George Tupou V. Il 6 novembre tenne il discorso di chiusura della sessione parlamentare. Il 13 gennaio 2011 aprì la prima sessione del parlamento dopo le nuove riforme costituzionali. Il 25 gennaio nominò ʻUliti Uata ministro della Salute.

## Patrocini
Salote Mafile'o Pilolevu Tuita patrocina o ricopre cariche per le seguenti organizzazioni:
- ʻAtenesi Foundation for the Performing Arts (1987);
- Associazione di Storia Tongana (1989-2005);
- Comitato dei Coltivatori di Haʻapai (dal 1997);
- Presidentessa del consiglio di amministrazione dello 'Unuaki 'o Tonga Royal Institute (dal 2003);[1]
- Associazione di Ricerca Tongana (dal 2005);
- Balene di Tonga (dal 2008);[3]
- Presidentessa della Tonga-China Friendship Association;
- Kotai Movement;
- Kava Tonga Club;
- Tonga Breast Cancer Society;
- Presidente di Tongasat;
- Direttrice della Banca centrale di Tonga;[12]
- Membro a vita del Fasi Ma'ufanga Rugby Club;
- Tupou High School.[6]

## Discendenza
Salote Mafile'o Pilolevu e Siosa'ia Ma'ulupekotofa Tuita hanno quattro figlie:
- Salote Lupepau'u Salamasina Purea Vahine Ari'i 'Oe Hau (John Radcliffe Hospital, Oxford, 14 aprile 1977), sposò il 10 giugno 2003 Matai 'Ulua i Fonuamotu (1972), lord Fusitu'a, e divorziarono nel 2008.[1] Il 17 luglio  2013 sposò Epi Taione.[1] Ha due figli:[1]
  - Phaedra Ana Seini Tupuveihola 'Ikaleti Olo 'i Fangatapu Fusitu'a, figlia avuta dal primo marito;
  - Reggie Kite 'i Mahina Taione, adottato con il secondo marito dopo che fu trovato abbandonato nella residenza di Salote.
- Titilupe Fanetupouvava'u (1978), ha sposato Siaosi Kiu Tau-ki-Vailahi Kaho Tu'ivakano (1980) e hanno tre figli;[1]
- Frederica Lupe'uluiva Fatafehi 'o Lapaha (4 novembre 1983), il 10 agosto 2013 ha sposato Sione Mateialona Filipe e hanno una figlia:[1]
  - Latu’alaifotu'aika Fahina 'e Paepae Tiantian Filipe (12 ottobre 2014);
- Lupeolo Halaevalu Moheofo Virginia Rose (25 luglio 1986), ha sposato il 3 giugno 2016 Lopeti 'Aleamotu'a;

La coppia ha adottato un figlio:
- Fatafehi Sione Ikamafana Tānekinga 'o Tonga Tuku'aho (10 febbraio 1994).

## Titoli e trattamento
- 14 novembre 1951 - 16 dicembre 1966: Sua Altezza Reale, la principessa Salote Mafile'o Pilolevu delle Tonga
- 16 dicembre 1966 - attuale: Sua Altezza Reale, la principessa reale delle Tonga

## Ascendenza
|                                            |                                   |                                    | Genitori                                |  |  | Nonni |  |  | Bisnonni        |  |  | Trisnonni                 |  |
|                                            |                                   |                                    |                                         |  |  |       |  |  | Siaosi Tukuʻaho |  |  | Viliami Tungī Halatuituia |  |
|                                            |                                   |                                    |                                         |  |  |       |  |  | Siaosi Tukuʻaho |  |  | Viliami Tungī Halatuituia |  |
|                                            |                                   | ʻAnaseini Tupou Veihola            |                                         |  |  |       |  |  | Siaosi Tukuʻaho |  |  |                           |  |
| Viliami Tungī Mailefihi                    |                                   |                                    |                                         |  |  |       |  |  | Siaosi Tukuʻaho |  |  |                           |  |
|                                            |                                   | Mele Siuʻilikutapu                 | Sūnia Mafileʻo                          |  |  |       |  |  |                 |  |  |                           |  |
|                                            |                                   | Mele Siuʻilikutapu                 | Sūnia Mafileʻo                          |  |  |       |  |  |                 |  |  |                           |  |
|                                            |                                   | Mele Siuʻilikutapu                 | Fane Tupou Vavaʻu                       |  |  |       |  |  |                 |  |  |                           |  |
| Tupou IV di Tonga                          |                                   | Mele Siuʻilikutapu                 |                                         |  |  |       |  |  |                 |  |  |                           |  |
|                                            |                                   | Giorgio Tupou II di Tonga          | Principe Siaosi Fatafehi Toutaitokotaha |  |  |       |  |  |                 |  |  |                           |  |
|                                            |                                   | Giorgio Tupou II di Tonga          | Principe Siaosi Fatafehi Toutaitokotaha |  |  |       |  |  |                 |  |  |                           |  |
|                                            |                                   | Giorgio Tupou II di Tonga          | ʻElisiva Fusipala Taukiʻonetuku         |  |  |       |  |  |                 |  |  |                           |  |
| Sālote Tupou III di Tonga                  |                                   | Giorgio Tupou II di Tonga          |                                         |  |  |       |  |  |                 |  |  |                           |  |
|                                            |                                   | Lavinia Veiongo Fotu               | ʻAsipeli Kupuavanua Fotu                |  |  |       |  |  |                 |  |  |                           |  |
|                                            |                                   | Lavinia Veiongo Fotu               | ʻAsipeli Kupuavanua Fotu                |  |  |       |  |  |                 |  |  |                           |  |
|                                            |                                   | Lavinia Veiongo Fotu               | Tōkanga Fuifuilupe                      |  |  |       |  |  |                 |  |  |                           |  |
| Principessa Salote Mafile'o Pilolevu Tuita |                                   | Lavinia Veiongo Fotu               |                                         |  |  |       |  |  |                 |  |  |                           |  |
|                                            | Salomone Piutau ʻOtukolo ʻAhomeʻe | Taniela ʻOtukolo ʻAhomeʻe          |                                         |  |  |       |  |  |                 |  |  |                           |  |
|                                            | Salomone Piutau ʻOtukolo ʻAhomeʻe | Taniela ʻOtukolo ʻAhomeʻe          |                                         |  |  |       |  |  |                 |  |  |                           |  |
|                                            | Salomone Piutau ʻOtukolo ʻAhomeʻe | Siulolovau Vaea                    |                                         |  |  |       |  |  |                 |  |  |                           |  |
| Tēvita Manuopangai ʻAhomeʻe                | Salomone Piutau ʻOtukolo ʻAhomeʻe |                                    |                                         |  |  |       |  |  |                 |  |  |                           |  |
|                                            |                                   | ʻAmelia Moʻungaʻaelangi Maealiuaki | Viliami Maealiuaki Mafileʻo             |  |  |       |  |  |                 |  |  |                           |  |
|                                            |                                   | ʻAmelia Moʻungaʻaelangi Maealiuaki | Viliami Maealiuaki Mafileʻo             |  |  |       |  |  |                 |  |  |                           |  |
|                                            |                                   | ʻAmelia Moʻungaʻaelangi Maealiuaki | Maʻata Peleki                           |  |  |       |  |  |                 |  |  |                           |  |
| Halaevalu Mata'Aho 'Ahome'e                |                                   | ʻAmelia Moʻungaʻaelangi Maealiuaki |                                         |  |  |       |  |  |                 |  |  |                           |  |
|                                            |                                   | Fotu ʻa Falefā Veikune             | Siosāteki Tonga Veikune                 |  |  |       |  |  |                 |  |  |                           |  |
|                                            |                                   | Fotu ʻa Falefā Veikune             | Siosāteki Tonga Veikune                 |  |  |       |  |  |                 |  |  |                           |  |
|                                            |                                   | Fotu ʻa Falefā Veikune             | ʻAkanesi Tuʻifua                        |  |  |       |  |  |                 |  |  |                           |  |
| Heuʻifanga Veikune                         |                                   | Fotu ʻa Falefā Veikune             |                                         |  |  |       |  |  |                 |  |  |                           |  |
|                                            |                                   | Vāhoi ʻAtaongo                     | Siale ʻAtaongo                          |  |  |       |  |  |                 |  |  |                           |  |
|                                            |                                   | Vāhoi ʻAtaongo                     | Siale ʻAtaongo                          |  |  |       |  |  |                 |  |  |                           |  |
|                                            |                                   | Vāhoi ʻAtaongo                     | Tupou Moheofo                           |  |  |       |  |  |                 |  |  |                           |  |
|                                            |                                   | Vāhoi ʻAtaongo                     |                                         |  |  |       |  |  |                 |  |  |                           |  |